# Estação Estádio Vasil Levski

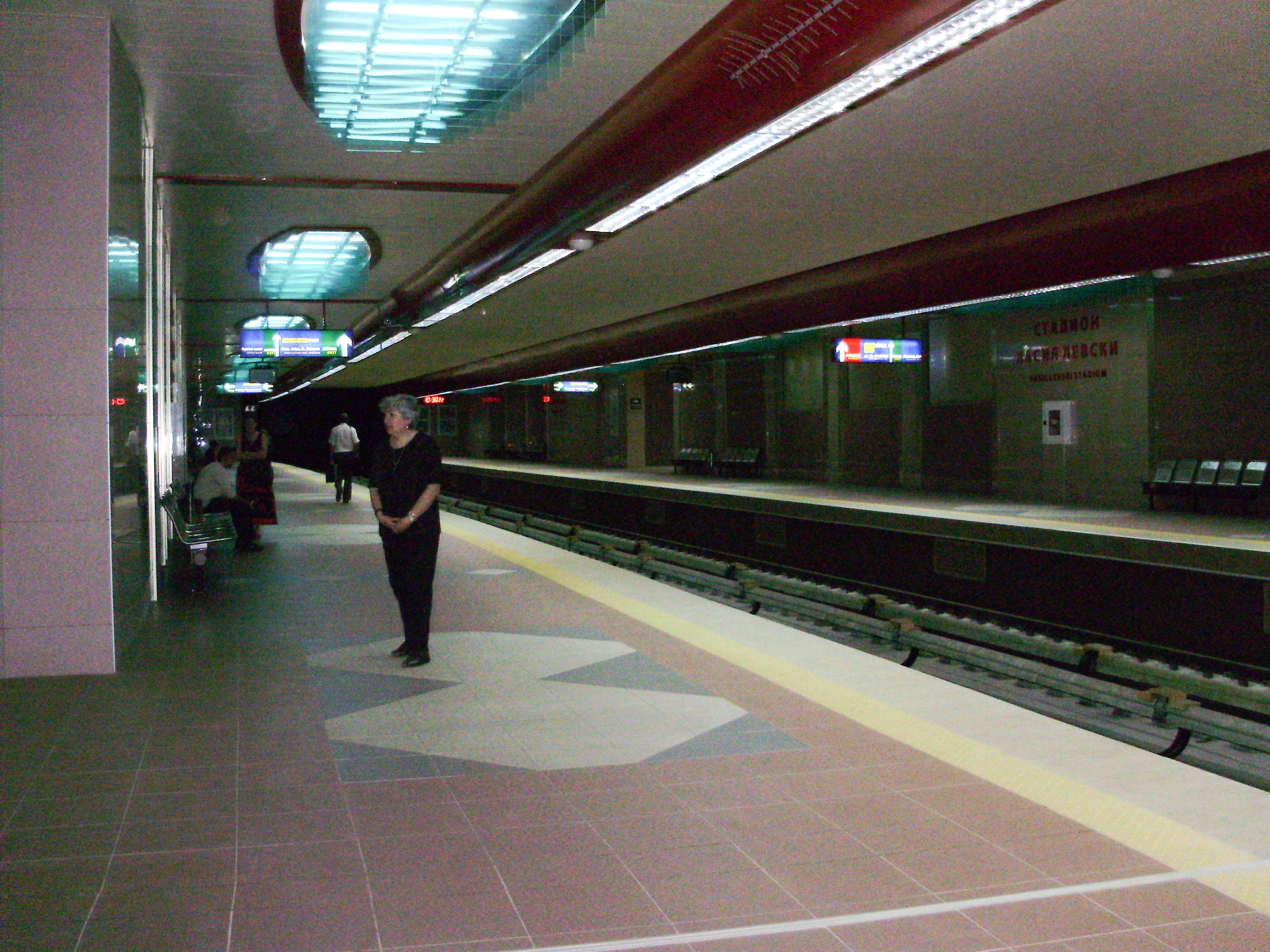
Visão interna da Estação Estádio Vasil Levski.

A Estação Metroviária Estádio Vasil Levski é uma estação da linha principal do Metropolitano de Sófia, na Bulgária. A estação, que entrou em operação em 8 de maio de 2009, é precedida pela Estação Sv. Kliment Ohridski e sucedida pela Estação Joliot Curie, no sentido Obelya-Mladost 1.